# Moncale
Moncale (korziško U Mucale) je naselje in občina v francoskem departmaju Haute-Corse regije - otoka Korzika. Leta 2007 je naselje imelo 237 prebivalcev.

## Geografija
Kraj leži na severozahodu otoka Korzike 96 km jugozahodno od središča Bastie.

## Uprava
Občina Moncale skupaj s sosednjimi občinami Calenzana, Galéria, Manso, Montegrosso in Zilia sestavlja kanton Calenzana s sedežem v Calenzani. Kanton je sestavni del okrožja Calvi.

## Zanimivosti
- župnijska cerkev sv. Roka